# Eretmotus valens
Eretmotus valens är en skalbaggsart som beskrevs av Lewis 1894. Eretmotus valens ingår i släktet Eretmotus och familjen stumpbaggar. Inga underarter finns listade i Catalogue of Life.